# توليو كيارينى

توليو كيارينى (مصور سينمائي)

توليو كيارينى مونتير ومصور إيطالي  وأول من أرسى أسلوب الإضاءة الناعمة في تصوير المشاهد السينمائية في السينما المصرية. توليو كياريني هو أحد المصورين الإيطاليين الاوائل الذين عملوا بالتصوير السينمائي بالإسكندرية وله خبرة طويلة في تصوير الأعمال الإخبارية الأولى في تاريخ السينما المصرية.
برع في الأفلام التسجيلية القديمة التي توثق أحداث تاريخية، وقد نشرت نقابة المهن السينمائية على موقعها لحظة صعود ولي عهد بلجيكا «ليوبولد الثالث» لهرم خوفو وكان ذلك عام 1923، قام بتصويره توليو كيارينى، ووصف الموقع المصور الإيطالي كياريني بأنه أحد أهم مصوري العصر الذهبى للسينما المصرية.
قام بتصوير أول فيلم غنائي بالسينما المصرية «أنشودة الفؤاد» للمخرج الإيطالي ماريو فولبي عام 1932، وصور أول فيلم خيال علمى بالسينما المصرية «عيون ساحرة» للمخرج أحمد جلال عام 1934، كما اشترك في تصوير فيلم «ليلى» عام 1927 بالاشتراك مع المصور المصري حسن الهلباوي وكان المصور المفضل عند كبار المخرجين أمثال أحمد جلال وهنري بركات كما أخرج ثلاثة أفلام.

## أعماله في الإخراج
فيلم «صاحب السعادة كشكش بيه» عام 1932 
فيلم «أنشودة الراديو» عام 1936
فيلم «مراتي نمرة 2» عام 1937 

## أعماله في المونتاج
فيلم «أنشودة الراديو» عام 1936
فيلم «بائعة التفاح (بياعة التفاح)» عام 1939

## التصوير الفوتوغرافي
فيلم «الدفاع» عام 1935 

## أعماله في التصوير السينمائي
ليلى (1927) – بنت النيل (1929) – أنشودة الفؤاد (1932) – مخزن العشاق (1933) – حوادث كشكش بك (1934) – المعلم بحبح (1935) – الغندورة (1935) – الدفاع (1935) – زوجة بالنيابة (1936) – انشودة الراديو (1936) – مراتي نمرة 2 (1937) – بنت الباشا المدير (1938) – فتش عن المرأة (1939) – زليخة تحب عاشور (1939) - بائعة التفاح (بياعة التفاح) 1939 – فتاة متمردة (1940).

## وصلات خارجية
- توليو كيارينى على موقع السينما
- توليو كيارينى على موقع دهليز
- توليو كيارينىعلى موقع كاروهات